# Hardening
Hardening é um processo de mapeamento das ameaças, mitigação dos riscos e execução das atividades corretivas, com foco na infraestrutura e objetivo principal de torná-la preparada para enfrentar tentativas de ataque.
Normalmente, o processo inclui remover ou desabilitar nomes ou logins de utilizadores que não estejam mais em uso, além de serviços desnecessários. Como referência, ver o artigo Mzk3.pdf.
Outras providências que um processo de hardening pode incluir: limitar o software instalado àquele que se destina à função desejada do sistema; aplicar e manter os patches atualizados, tanto de sistema operacional quanto de aplicações; rever e modificar as permissões dos sistemas de arquivos, em  especial no que diz respeito a escrita e execução; reforçar a segurança do login, impondo uma política de senhas fortes.
O Hardening refere-se ao fornecimento de vários meios de proteção em um sistema, eliminando o máximo possível de riscos de segurança. Isso geralmente é feito removendo todos os programas de software e utilitários não essenciais do computador. Embora esses programas possam oferecer recursos úteis ao utilizador, eles podem fornecer acesso "back doors" ao sistema e, portanto, devem ser removidos para melhorar a segurança do sistema.
A proteção estendida do sistema deve ser fornecida em vários níveis e costuma ser chamada de defesa em profundidade. Proteger em níveis significa proteger a camada do host, a camada do aplicativo, a camada do sistema operacional, a camada de dados, a camada física e todas as subcamadas intermediárias. Cada uma dessas camadas requer um método exclusivo de segurança.
O Hardening, deve ser executado por empresas ou profissionais qualificados, pois é um procedimento sensível e pode comprometer a estabilidade e segurança do sistema.